# دير شميل
دير شميل قرية تتبع منطقة مصياف في غرب محافظة حماة في سورية. تعتمد على الزراعة المروية لمحاصيل القطن والقمح والأشجار المثمرة خاصة الجوز والزيتون، إضافة إلى تربية الأبقار والأغنام.